# Allocyclops minutissimus
Allocyclops minutissimus – gatunek widłonoga z rodziny Cyclopidae. Nazwa naukowa gatunku została po raz pierwszy opublikowana w 1933 roku przez niemieckiego zoologa Friedricha Kiefera.